# Samarbeid Menighet og Misjon
Samarbeid Menighet og Misjon är ett samarbetsorgan mellan Norska kyrkan och sju missionsorganisationer. 
SMM utdelar ett årligt stipendium på 50 000 kronor till församlingar som engagerat sig i missionsprojekt som en resurs i trosundervisningen. 